# SheepShaver

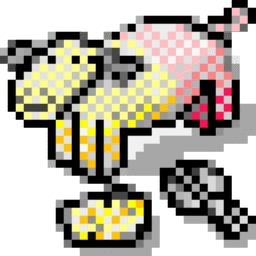

SheepShaver är en emulator som gör det möjligt att köra operativsystem och program skrivna för en Macintosh med PPC-processor.